# Лондон-Гітроу
Аеропорт Хітроу
(англ. London Heathrow Airport; код ІАТА: LHR, код ICAO: EGLL) — найбільший міжнародний аеропорт Великої Британії та Європи за кількістю щорічно перевезених пасажирів — 75,7 млн (2016).
Має дві паралельні злітно-посадкові смуги, чотири пасажирські термінали та вантажний термінал. Розташований за 22 км W від Лондона. Є місцем розміщення штаб-квартир британських авіакомпаній British Airways та Virgin Atlantic Airways.

## Історія

### 1930-і і 1940-і
Терен, на якому сьогодні знаходиться аеропорт Хітроу, як летовище почали використовувати під час Першої світової війни, в цей час тут було розташовано військове летовище. У 1930-і роки летовище, яке тоді мало назву Велике Західне летовище, використовувало компанія Fairey Aviation для виготовлення та клінічних випробувань авіаційної техніки.. Комерційні авіакомпанії використовували аеропорт Кройдон, який був головним лондонським аеропортом на той час.
У 1943 Хітроу перейшло під оруду Міністерства Авіації і став розвиватися як проміжна база Королівських військово-повітряних сил Великої Британії. Спорудження злітно-посадкових смуг було розпочато в 1944 на землі, що належала до цього приходському священику з Гармонсворса. Новий аеропорт був названий за назвою села Heath Row, яке було зруйновано під час будівництва аеропорту, і перебувало приблизно на місці сьогоднішнього Терміналу 3.
По закінченню Другої світової війни, управління Хітроу було передано Міністерству Цивільної Авіації. Перший цивільний рейс відбувся 1 січня 1946 року, в Буенос-Айрес з дозаправкою в Лісабоні. Аеропорт став працювати повністю як цивільний з 31 травня 1946 , і до 1947 року в Хітроу було три злітно-посадкові смуги, і ще три будувалися. Перші злітно-посадкові смуги, побудовані для поршневих літаків, були короткі і їх напрямки враховували всі напрямки вітру.

### 1950-і і 1960-і
У 1953 перша плита першої сучасної злітно-посадкової смуги була урочисто покладена у присутності королевою Єлизаветою II. У 1955 вона також відкрила першу постійну будівлю терміналу, Будівлю Європи (тепер відому як Термінал 2). 1 квітня 1955 була відкрита нова 38,8-метрова вежа командно-диспетчерського пункту.
Океанський Термінал (перейменований у Термінал 3 в 1968) було відкрито 13 листопада 1961 для обслуговування далекомагістральних рейсів. В цей час аеропорт обслуговував пряме вертолітне сполучення з центральним Лондоном.. У 1968 було відкрито Термінал 1, будівництво комплексу терміналів було завершено, і Хітроу зміг обслуговувати 14 мільйонів пасажирів щороку.
Розташування перших терміналів в центрі аеропорту відтоді стало головним обмежувачем його подальшого розширення. При будівництві не враховувалася необхідність великої автомобільної стоянки, бо передбачалося, що подорож літаком буде доступно тільки багатим — яких будуть до терміналу привозити власні шофери.
Наприкінці 1960-х на площі 160 акрів на південь від південної злітно-посадкової смуги побудовано вантажний термінал, що було з'єднано з терміналами 1, 2 і 3 вантажним тунелем.

### 1970-ті, 1980-ті і 1990-ті
Термінал 3 в 1970 було розширено, збільшився зал прибуття. Було впроваджено багато технічних удосконалень, включаючи перші у Великій Британії траволатори. Дві головні злітно-посадкові смуги були збільшені для того, щоб аеропорт міг приймати нові великі літаки типу Boeing 747.
У 1977 Лондонський метрополітен був продовжений до Хітроу; Лінія Пікаділлі стала доставляти пасажирів з аеропорту в Центральний Лондон всього за годину. 23 червня 1998 було відкрито пряме залізничне сполучення з лондонським вокзалом Паддінгтон по спеціально побудованій залізничній Великій Західній Головній Лінії.
Подальше зростання пасажирських перевезень досяг рівня 30 мільйонів пасажирів на рік до початку 1980-х, тому виникла потреба в новому більшому терміналі. Термінал 4 був побудований на південь від південної злітно-посадкової смуги поряд з існуючим вантажним терміналом, далеко від трьох інших терміналів, він був з'єднаний з терміналами 1, 2 і 3 вже існуючим вантажним тунелем. Термінал 4 був відкритий принцом і принцесою Уельської в квітні 1986,, і він став домашнім терміналом для недавно приватизованої авіакомпанії British Airways.
В 1987 р уряд Великої Британії націоналізував компанію British Airports Authority (сьогодні знана як «BAA Limited»), яка керувала Хітроу і ще шістьма аеропортами Великої Британії.
Протягом 1980-х і 1990-х років, після приватизації BAA Limited, в Хітроу були значно розширені термінали, збільшилася кількість роздрібних точок і ресторанів.

### 2000-і
- Вересень 2002 року — розпочато будівництво терміналу 5.
- 2005 рік
  - коротка злітно-посадкова смуга 23, призначена для використання при сильних південно-західних вітрах, була виведена з експлуатації.
  - відкрито східне крило терміналу 1.
- 2006 рік — відкрито пірс 6 у складі терміналу 3.
  - 18 травня 2006 року — відбувся перший випробувальний політ A380 у Хітроу[9]
- 21 квітня 2007 року було введено в експлуатацію нову вежу командно-диспетчерського пункту
- 14 березня 2008 року — королева Єлизавета II відкрила термінал 5.
- 2008 — початок будівництва терміналу 2B.
- 2009 — Будівля Королеви була знесена.
- 29 жовтня 2009 року British Airways звільнив термінал 4 та переїхав до терміналу 5.
- Листопад 2009: завершено перший етап будівництва терміналу 2В.
  - 23 листопада 2009 року — старий термінал 2 закрито.

### 2010-і
- 2010: завершено будівництво другої черги терміналу 5[10]
- 12 травня 2010 року — скасовано будівництво третьої злітно-посадкової смуги і шостого терміналу новим урядом Великої Британії.
- Літо 2010 — старий термінал 2 було демонтовано.
- Жовтень 2010 — розпочався другий етап будівництва терміналу 2B.
- 1 червня 2011 року — термінал 5С відкрито офіційно.
- 2013 — демонтаж старої вежі командно-диспетчерського пункту, для забезпечення під'їзних шляхів до нового терміналу 2.[11]
- 4 червня 2014 — відкрито новий термінал 2[12]
- Червень 2015: термінал 1 було закрито і з подальшим знесенням, щоб дозволити розпочати другий етап розширення терміналу 2[13]. Останні рейси відбулися 29 червня, а термінал закрито 30 червня[14]

## Термінали

### Термінал 1
(Закрито)

Термінал 1 відкрито в 1968 році королевою Єлизаветою II у квітні 1969 року. До відкриття терміналу 5 Термінал 1 був базою British Airways для внутрішніх та європейських напрямків (BA) та для декількох далекомагістральних маршрутів. Термінал 1 закрито у червні 2015 року. Його місце використовується для розбудови Терміналу 2 який відкрився у червні 2014 року.

### Термінал 2

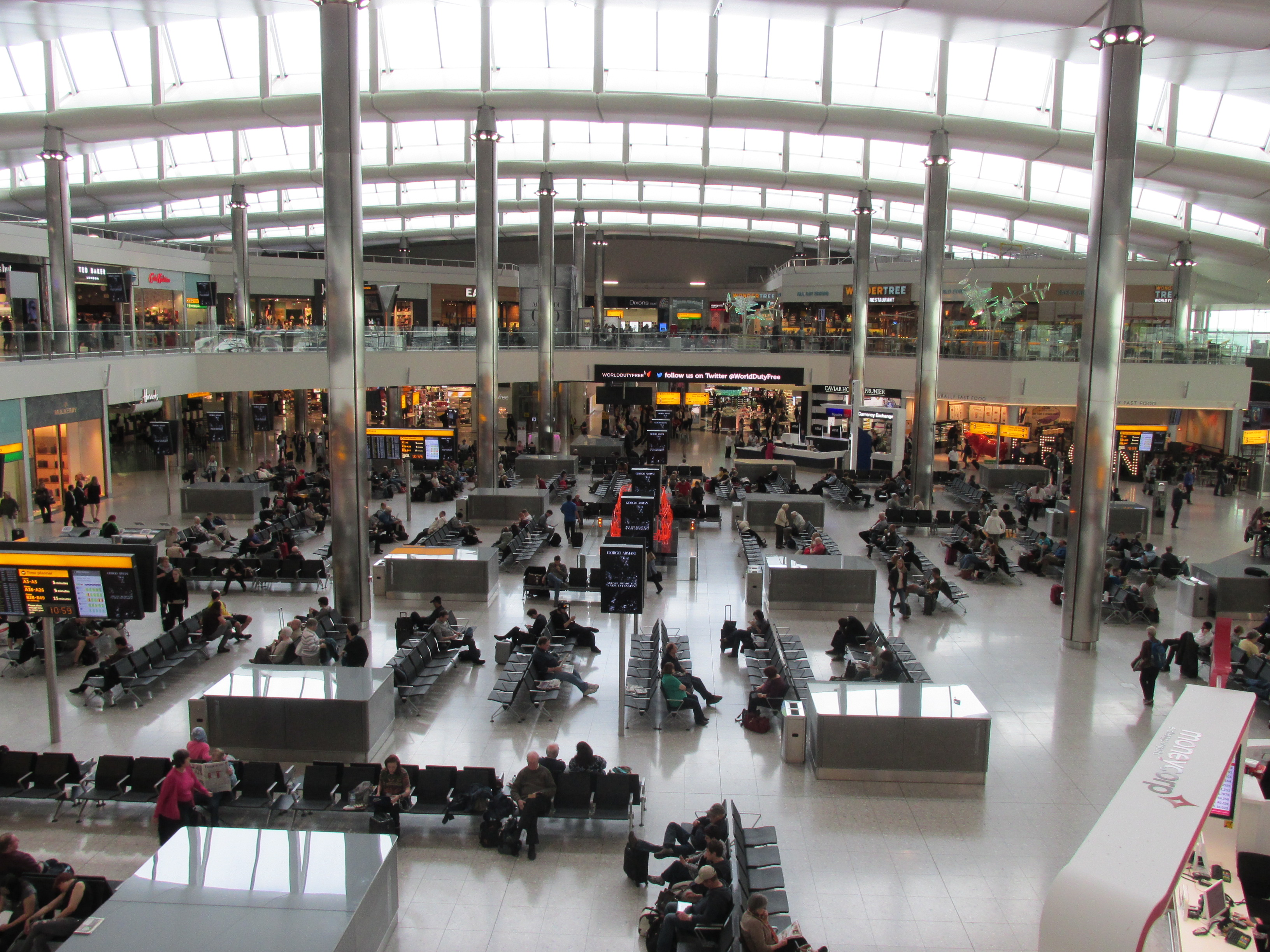
Термінал 2, центральна відправна зона

Найновіший термінал аеропорту, офіційно знаний як Королівський термінал, було відкрито 4 червня 2014 року Спроєктований іспанським архітектором Луїсом Відалєм, він був побудований на місці, де було побудовано оригінальний термінал 2 та будинок королеви Основний комплекс було завершено в листопаді 2013 року і пройшло ще шість місяців тестувань перед відкриттям для пасажирів. Він включає в себе додатковий пірс (T2B), 1340-містну автостоянку, енергетичний центр та охолоджувальну станцію для створення охолоджуваної води. Є 52 крамниці, 17 барів та ресторанів
Термінал 2 використовується усіма членами Star Alliance, які літають з Хітроу (консолідація авіакомпаній за політикою спільного розміщення Star Alliance «Переміщення під єдиною дахом»). З терміналу працюють Aer Lingus, Eurowings, Flybe та Icelandair. Розвиток терміналу буде продовжуватись при підготовці до закриття Терміналу 3 в 2019 році
Оригінальний термінал 2 відкрився як будівля Європи у 1955 році та був найстарішим терміналом аеропорту. Мав площу 49 654 м² і був розрахований і на 1,2 млн пасажирів щороку. Останніми роками пасажирообіг досягав 8 мільйонів. Упродовж терміну служби через термінал пройшло 316 мільйонів пасажирів. Будівлю було знесено у 2010 році разом з будинком Королеви, у якому розташовувалися офіси авіакомпанії

### Термінал 3

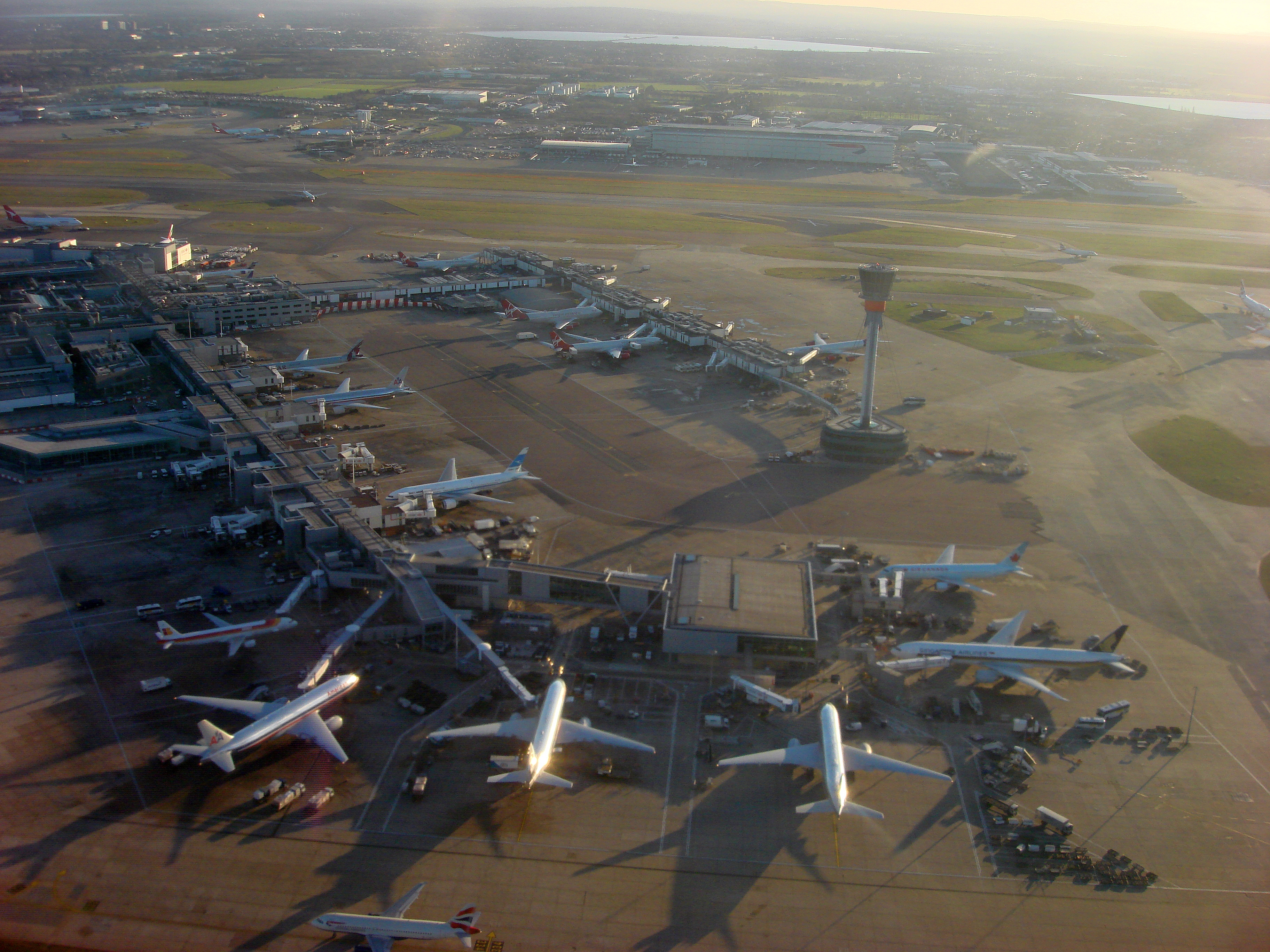
Термінал 3 з висоти пташиного польоту

Термінал 3 відкрився як Океанічний термінал 13 листопада 1961 року для обробки далекомагістральних рейсів вильотів для іноземних перевізників до Сполучених Штатів, Азії та інших країн Далекого Сходу У цей час аеропорт мав прямий вертолітний сервіс до Центрального Лондона з даху будівлі терміналу. Перейменовано термінал 3 в 1968 році, його було розширено в 1970 році з додаванням будівлі прибуття.
Станом на 2013 рік термінал 3 має площу 98 962 м².

### Термінал 4

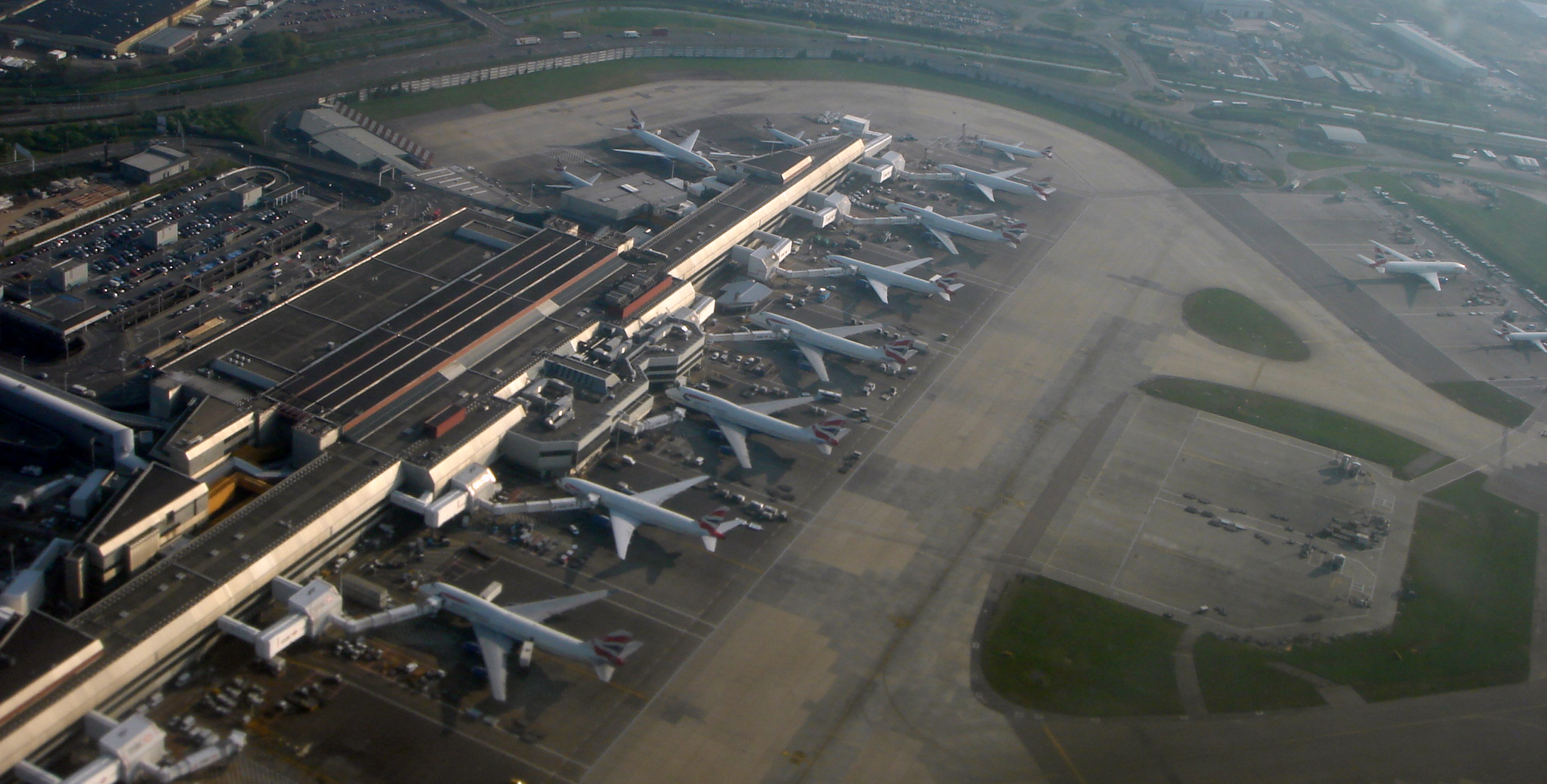
Термінал 4 з висоти пташиного польоту

Термінал 4, відкрито у 1986 році, розташований на південь від південної злітно-посадкової смуги поруч із вантажним терміналом і з'єднаний з терміналами 1, 2 і 3 за допомогою вантажного тунелю Хітроу. Термінал має площу 105 481 м² і зараз є хабом для альянсу SkyTeam, за винятком Garuda Indonesia, Middle East Airlines та Delta Air Lines, що використовують термінал 3 та деякі незалежні перевізники. Більшість рейсів, що прямують до Терміналу 4, — це рейси з Азії та Північної Африки, а також декілька рейсів до Європи.

### Термінал 5

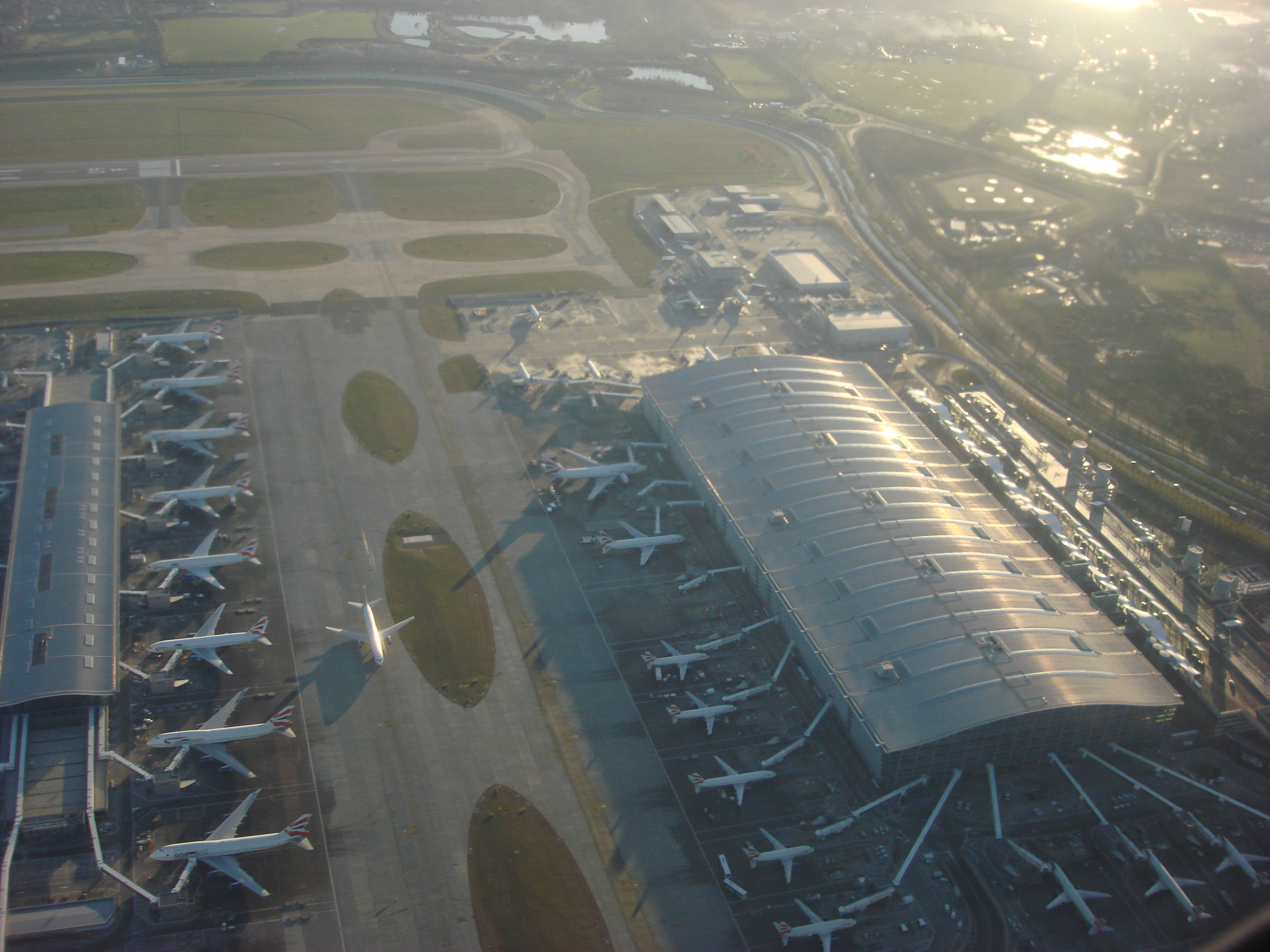
Термінал 5 з висоти пташиного польоту

Термінал 5 лежить між північними та південними злітно-посадковими смугами на західному кінці Хітроу і був відкритий королевою Єлизаветою II 14 березня 2008 року. Відкрито для пасажирів 27 березня 2008 року. British Airways та Iberia ексклюзивно використовують термінал.
Кошторисна вартість будівництва 4,3 млрд фунтів стерлінгів, термінал складається з чотириповерхової головної будівлі (Конкорс A) та двох супутникових терміналів, пов'язаних з головним терміналом підземною транзитною системою. Другий супутник (конкорс C), біля якого розташована стоянка для Airbus A380. Його повністю було введено до ладу з 1 червня 2011 р.
Будівля головного терміналу (конкорс A) має площу 300,000 м², а конкорс B — 60,000 м². Він має стоянку на 60 літаків і ємністю 30 мільйонів пасажирів на рік, а також понад 100 крамниць та ресторанів

## Обслуговування авіакомпаніями по терміналам
| термінал   | Авіалінія та альянс |
| ---------- | --- |
| термінал 2 | Star Alliance, Aer Lingus, Eurowings, Flybe та Icelandair |
| термінал 3 | Oneworld (крім Malaysia Airlines, Qatar Airways, Iberia та більшість дистанцій British Airways), Delta Air Lines, Garuda Indonesia, Middle East Airlines, Virgin Atlantic та декілька не альянсових авіаліній |
| термінал 4 | SkyTeam (крім Delta Air Lines, Garuda Indonesia та Middle East Airlines), Malaysia Airlines, Qatar Airways та більшість не альянсових авіаліній                                                               |
| термінал 5 | British Airways (решта напрямків, що не обслуговуються терміналом 3), Iberia та Iberia Express |

## Авіалінії та напрямки, лютий 2021

### Пасажирські
| Авіакомпанія                    | Пункт призначення |
| ------------------------------- | --- |
| Aegean Airlines                 | Афіни |
| Aer Lingus                      | Белфаст-Сіті, Корк, Дублін, Шаннон |
| Aeroflot                        | Москва–Шереметьєво |
| Aeroméxico                      | Мехіко-Сіті |
| Air Algérie                     | Алжир |
| Air Astana                      | Нур-Султан |
| Air Canada                      | Калгарі, Галіфакс, Монреаль–Трюдо, Оттава, Сент-Джонс, Торонто-Пірсон, Ванкувер |
| Air China                       | Пекін, Ченду-Шаунлю, Шанхай-Пудун |
| Air France                      | Париж–Шарль де Голль |
| Air India                       | Ахмедабад, Бангалор, Делі, Мумбай |
| Air Malta                       | Мальта |
| Air Mauritius                   | Маврикій |
| Air Serbia                      | Белград |
| Alitalia                        | Мілан-Лінате, Рим-Фіумічіно |
| All Nippon Airways              | Токіо–Ханеда |
| American Airlines               | Бостон, Шарлотт, Чикаго–О'Хара, Даллас/Форт-Верт, Лос-Анджелес, Маямі, New York-JFK, Філадельфія, Ралі/Дарем Сезонний: Сіетл-Такома (з 28 березня 2021) |
| Asiana Airlines                 | Сеул–Інчхон |
| Austrian Airlines               | Відень |
| Avianca                         | Богота |
| Azerbaijan Airlines             | Баку |
| Beijing Capital Airlines        | Циндао-Лютин |
| Biman Bangladesh Airlines       | Дакка, Сілгет |
| Blue Air                        | Бухарест, Клуж (з 1 березня 2021) |
| British Airways                 | Абердин, Абу-Дабі, Абуджа, Аккра, Амман, Амстердам, Афіни, Атланта, Остін-Бергстром, Бахрейн, Балтимор-Вашингтон, Бангалор, Бангкок–Суварнабхумі, Барселона, Базель-Мюлуз-Фрайбург, Пекін, Бейрут, Белфаст, Берлін-Тегель, Білунн, Болонья, Бостон, Брюссель, Бухарест, Будапешт, Буенос-Айрес-Есейса, Каїр, Кейптаун, Ченнаї, Чикаго–О'Хара, Копенгаген, Даллас/Форт-Верт, Даммам (з 1 грудня 2019), Делі, Денвер, Доха, Дубай, Дублін, Дурбан, Дюссельдорф, Единбург, Франкфурт, Женева, Гібралтар, Глазго, Гетеборг, Гран-Канарія, Гранд-Кайман, Гамбург, Ганновер, Гельсінкі, Гонконг, Х'юстон-Інтерконтинентал, Гейдерабад, Інсбрук, Інвернесс, Ісламабад, Стамбул–Ататюрк, Джидда, Йоганнесбург–Тамбо, Київ–Бориспіль, Краків, Куала-Лумпур, Кувейт, Лагос, Ларнака, Лас-Вегас, Лідс/Бредфорд, Лісабон, Лос-Анджелес, Люксембург, Ліон, Мадрид, Сейшели, Малага, Манчестер, Марсель, Мехіко-Сіті, Маямі, Мілан–Лінате, Мілан–Мальпенса, Монреаль–Трюдо, Москва–Домодєдово, Москва-Шереметьєво, Мумбаї, Мюнхен, Найробі, Нашвілл, Нассау, Новий Орлеан, New York–JFK, Ньюарк, Ньюкасл, Ніцца, Осака–Кансай, Осло–Гардермуен, Париж–Шарль де Голль, Філадельфія, Фінікс-Скай-Харбор, Піза, Піттсбург, Прага, Рейк'явік, Ріо-де-Жанейро-Галеан, Ер-Ріяд, Рим–Ф'юмічіно, Ст Петербург, Сан-Дієго, Сан-Франциско, Сан-Хосе, Сантьяго-де-Чилі, Сан-Паулу-Гуарульюс, Сіетл/Такома, Шанхай–Пудун, Сінгапур, Софія, Стокгольм–Арланда, Штутгарт, Сідней, Тель-Авів, Тенерифе-Південний, Токіо–Ханеда, Торонто–Пірсон, Тулуза, Валенсія, Ванкувер, Венеція, Відень, Варшава–Шопен, Вашингтон-Даллес, Загреб, Цюрих Сезонний: Бастія, Бодрум, Бріндізі, Ханья, Корфу, Даламан, Фару, Фігарі, Гренобль, Ібіца, Інсбрук, Каламата, Кефалонія, Любляна, Мале, Марракеш, Міконос, Ольбія, Палермо, Пафос, Перуджа, Превеза, Приштина, Пула, Родос, Зальцбург, Санторіні, Спліт, Закінф |
| Brussels Airlines               | Брюссель |
| Bulgaria Air                    | Софія |
| Cathay Pacific                  | Гонконг |
| China Airlines                  | Тайвань-Таоюань (завершення 27 березня 2021) |
| China Eastern Airlines          | Шанхай–Пудун |
| China Southern Airlines         | Гуанчжоу, Чженчжоу |
| Croatia Airlines                | Загреб Сезонний: Спліт |
| Czech Airlines                  | Прага |
| Delta Air Lines                 | Атланта, Бостон, Детройт, Міннеаполіс/Сент-Пол, New York–JFK, Сіетл-Такома (з 1 квітня 2021) |
| EgyptAir                        | Каїр, Луксор |
| El Al                           | Тель-Авів |
| Emirates                        | Дубай |
| Ethiopian Airlines              | Аддис-Абеба |
| Etihad Airways                  | Абу-Дабі |
| EVA Air                         | Бангкок–Суварнабхумі, Тайвань-Таоюань |
| Eurowings                       | Кельн/Бонн, Дюссельдорф, Гамбург, Штутгарт |
| Finnair                         | Гельсінкі |
| Gulf Air                        | Бахрейн |
| Hainan Airlines                 | Чанша |
| Iberia                          | Мадрид |
| Icelandair                      | Рейк'явік |
| Iran Air                        | Тегеран–Імам Хомейні |
| Japan Airlines                  | Токіо–Ханеда |
| Kenya Airways                   | Найробі |
| KLM                             | Амстердам |
| Korean Air                      | Сеул–Інчхон |
| Kuwait Airways                  | Кувейт |
| LATAM Brasil                    | Сан-Паулу-Гуарульюс |
| Loganair                        | Острів Мен, Тіссайд (з 8 березня 2021) |
| LOT Polish Airlines             | Варшава–Шопен |
| Lufthansa                       | Франкфурт, Мюнхен |
| Malaysia Airlines               | Куала-Лумпур |
| Middle East Airlines            | Бейрут |
| Oman Air                        | Маскат |
| Pakistan International Airlines | Ісламабад, Карачі, Лахор |
| Philippine Airlines             | Маніла |
| Qantas                          | Мельбурн, Перт, Сингапур, Сідней |
| Qatar Airways                   | Доха |
| Royal Air Maroc                 | Касабланка, Рабат |
| Royal Brunei Airlines           | Бруней |
| Royal Jordanian                 | Амман |
| Rwandair                        | Кігалі |
| Saudia                          | Джидда, Ер-Ріяд |
| Scandinavian Airlines           | Копенгаген, Осло–Гардермуен, Ставангер, Стокгольм–Арланда Сезонний: Селен-Трюсиль |
| Shenzhen Airlines               | Шеньчжень |
| Singapore Airlines              | Сінгапур |
| South African Airways           | Йоганнесбург–Тамбо |
| SriLankan Airlines              | Коломбо Сезонний: Мале |
| Swiss International Air Lines   | Женева, Цюрих |
| TAP Air Portugal                | Лісабон |
| TAROM                           | Бухарест |
| Thai Airways                    | Бангкок–Суварнабхумі |
| Tianjin Airlines                | Чунцин, Тяньцзінь, Сіань |
| Tunisair                        | Туніс |
| Turkish Airlines                | Стамбул |
| Ukraine International Airlines  | Київ–Бориспіль |
| United Airlines                 | Чикаго–О'Хара, Денвер, Х'юстон-Інтерконтинентал, Лос-Анджелес,Ньюарк, Сан-Франциско, Вашингтон-Даллес |
| Uzbekistan Airways              | Ташкент |
| Vietnam Airlines                | Ханой, Хошимін |
| Virgin Atlantic                 | Антигуа, Атланта, Барбадос, Бостон, Делі, Гренада, Гавана, Гонконг, Ісламабад, Йоганнесбург–Тамбо, Лагос, Лахор, Лас-Вегас, Лос-Анджелес, Маямі, Монтего-Бей, Мумбай New York–JFK, Орландо (з 18 березня 2021),, Сан-Франциско, Сіетл/Такома, Шанхай–Пудун, Сент-Вінсент (з 23 червня 2021),, Тель-Авів, Тобаго, Вашингтон-Даллес Сезонний: Кейптаун |
| Vistara                         | Делі |

### Вантажні
| Авіакомпанія             | Пункт призначення                            |
| ------------------------ | -------------------------------------------- |
| Cathay Pacific Cargo     | Делі, Гонконг, Париж–Шарль де Голль          |
| DHL Aviation             | Лейпциг/Галле, Цинциннаті                    |
| Emirates SkyCargo        | Дубай, Стамбул                               |
| Korean Air Cargo         | Франкфурт, Сеул–Інчхон, Париж–Шарль де Голль |
| Qatar Airways Cargo      | Базель, Доха, Дублін                         |
| Singapore Airlines Cargo | Амстердам, Шарджа, Сінгапур                  |
| Turkish Airlines Cargo   | Стамбул–Ататюрк                              |

## Наземний транспорт

#### Рейковий

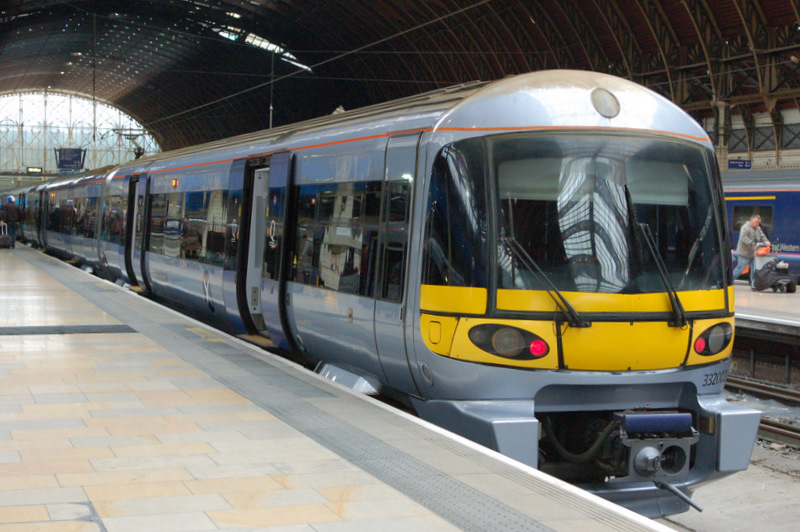
Потяг Хітроу-Експрес на станції Паддінгтон

- Хітроу-Експрес — потяг що прямує без зупинок від аеропорту до лондонської станції Паддінгтон; поїзди відправляють що 15 хвилин у 15-хвилинну мандрівку (21 хвилина до/з терміналу 5). Поїзди вирушають зі станції Хітроу-Термінал 5 або Центральної станції Хітроу (термінали 2 і 3).
- Хітроу-Коннект — потяг що прямує без зупинок від аеропорту до лондонської станції Паддінгтон, поїзди відправляють кожні 30 хвилин у 27-хвилинну подорож та мають п'ять зупинок на залізничних станціях[37]
- Лондонський метрополітен (Лінія Пікаділлі) — чотири станції обслуговують аеропорт Термінал 2, 3, Термінал 4, Термінал 5 та станція Хаттон-Кросс. Звичайний час поїздки від Хітроу-Центральне до Центрального Лондона становить близько 40-50 хвилин. .[38]

#### Автобуси
Автобуси відходять від великої автостанції Хітроу-Центральне що обслуговує термінали 2 та 3, а також від автобусних зупинок у терміналів 4 та 5.

### Транспорт між терміналами

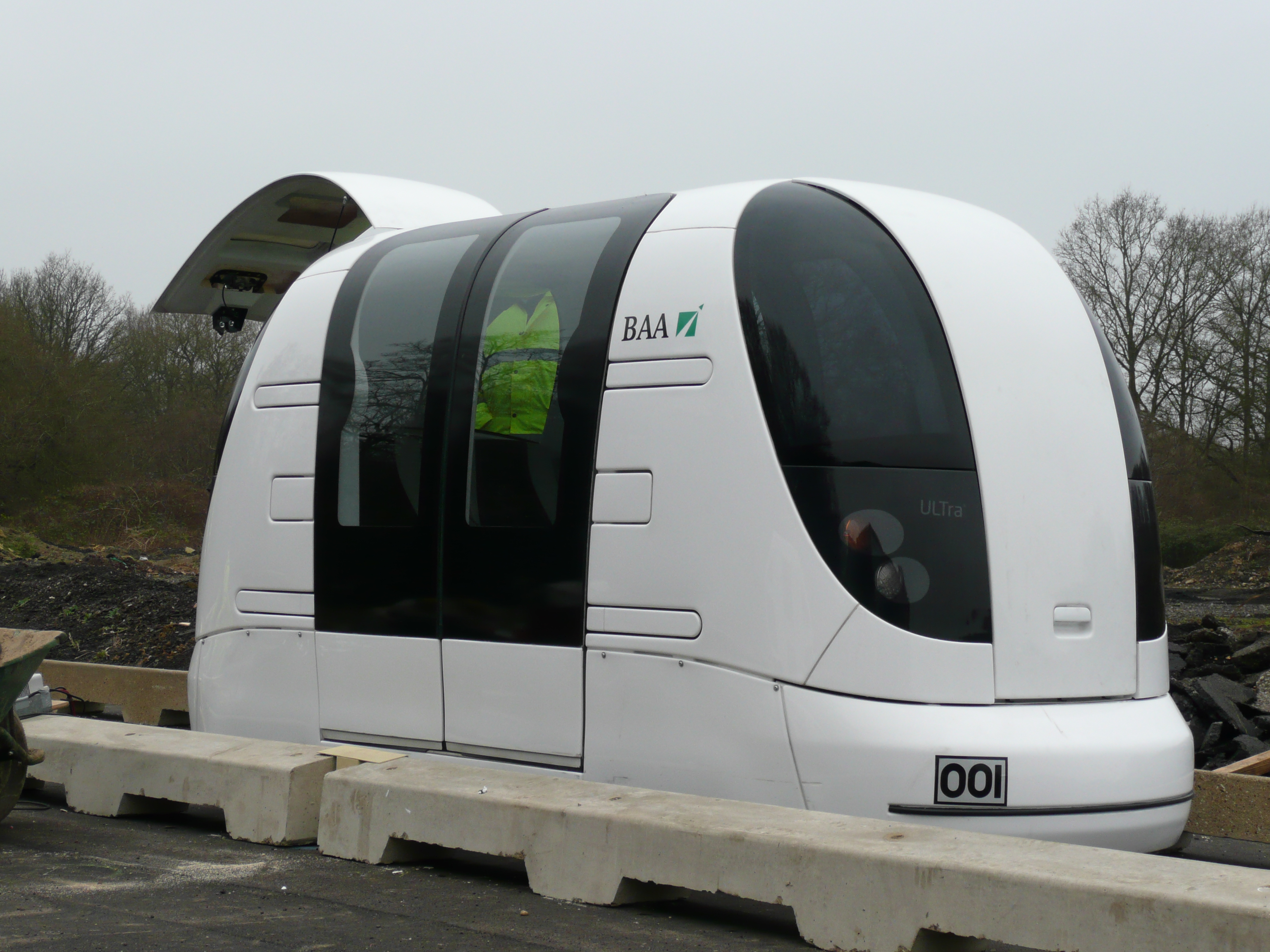
Капсула ULTra

Термінали 2 та 3 знаходяться на відстані крокової досяжності. Трансфери до терміналів 4 та 5 здійснюються залізничним транспортом Хітроу-Експрес або автобусом. Поїздки потягами Хітроу-Експрес та Хітроу-Коннект між Хітроу-Центральне та терміналами 4 та 5 є безкоштовними Це також стосується лондонського метрополітену при використанні картки Oyster. Під час подорожі до Терміналу 4 треба пересісти на станції Хаттон-Кросс, хоча ця станція не є частиною зони безкоштовного проїзду. Місцеві автобуси на всій території аеропорту надаються безкоштовно за схемою Heathrow FreeFlow; пасажири мають повідомити водієві їх мету поїздки, за для безкоштовного проїзду.
Перевезення транзитних пасажирів, які залишаються в аеропорту, забезпечується безкоштовними спеціальними трансферними автобусами між терміналами.
ULTra Personal Rapid Transport — відкрито у квітні 2011 року для трансферу пасажирів між терміналом 5 та автостоянкою, швидкість до 40 км/год. Лінію обслуговують 21 невеликі кабінки, в яких можуть перебувати до чотирьох дорослих, двох дітей та їх багаж. Кабіни мають батарею та працюють до чотирьох кілометрів. Капсули працюють на вимогу. Постачальник стверджує, що рівень доступності на 95 % і аварій станом на 2017 рік не зареєстровано. Існують плани використання такої ж технології для підключення терміналів 2 і 3 до віддалених автостоянок

### Статистика
Див. джерело запитів Вікіданих та джерела.